# María Félix
María de los Ángeles Félix Güereña (Álamos, Sonora, 8 de abril de 1914-Ciudad de México, 8 de abril de 2002), conocida como la Doña, o María Bonita, fue una actriz mexicana.

## Biografía y carrera

### 1914-1938: primeros años y matrimonio inicial
María de los Ángeles Félix Güereña nació el 8 de abril de 1914 en Álamos, Sonora, siendo hija del militar y político Bernardo Félix Flores, y de Josefina Güereña Rosas. Tuvo once hermanos: Josefina, María de la Paz, Pablo, Bernardo, Miguel, Mercedes, Fernando, María Eugenia, Ricardo, Benjamín y Ana María del Sacramento. Su infancia transcurrió en Álamos, lugar en el que vivía con su hermano Pablo y su mamá. Esta última decidió separarlos debido a la estrecha cercanía que se tenían, la cual su madre temía que se convirtiera en una relación amorosa de tono incestuoso.
En 1931, a los 17 años de edad, contrajo matrimonio con Enrique Álvarez Alatorre. Con él, procreó a su único hijo, Enrique Álvarez Félix, nacido el 5 de abril de 1934. Ambos se divorciaron en 1938. Consumada su separación, Félix se mudó con su hijo a Ciudad de México, donde en fecha desconocida, Alatorre llegó para llevarse de forma deliberada a Enrique con él a Guadalajara, negándose a devolvérselo.

### 1943-1956:Época de Oro del cine mexicano
Gracias a que su belleza física atrajo la atención de algunas productoras cinematográficas, en 1942 inició una carrera artística dentro del cine durante el transcurso de la Época de Oro del cine mexicano, siendo invitada a participar en la película El Peñón de las Ánimas, estrenada en 1943. El 17 de junio de ese año, contrajo matrimonio por segunda ocasión con el cantante Raúl Prado Gutiérrez, voz principal del Trío Calaveras. De ahí en adelante su carrera despuntó rápidamente, y el mismo año hizo las cintas, María Eugenia, La China poblana, Doña Bárbara, y La mujer sin alma. Su casamiento con Gutiérrez concluyó en 1944, luego de que los dos eligieran divorciarse por sus diferencias personales, ya que Félix consideraba que su matrimonio debía permanecer en secreto debido a que su carrera artística iba en ascenso.
En 1945, se casó por tercera ocasión, esta vez con el cantante y compositor Agustín Lara. Lara inmortalizó a María en una enorme cantidad de canciones, tales como Humo en los ojos, Cuando vuelvas, Dos puñales, el chotis Madrid, y sobre todo el célebre tema María Bonita, compuesto en Acapulco durante su luna de miel, y que él estrenó en una serenata para ella con Pedro Vargas. María Bonita se convirtió en una de las canciones más populares del compositor a nivel mundial, así como en el himno indiscutible para María en cualquier lugar donde se presentaba. No obstante, los celos excesivos de Lara pusieron fin a su relación en 1947.
Para 1946, participó en los filmes, La devoradora y Vértigo, además de acaparar la atención de productores extranjeros, ya que se dice que se le ofreció el papel protagónico femenino de Duel in The Sun, pero no pudo realizarlo por tener el proyecto de Enamorada en puerta, por lo que la actriz Jennifer Jones actuó en su lugar.

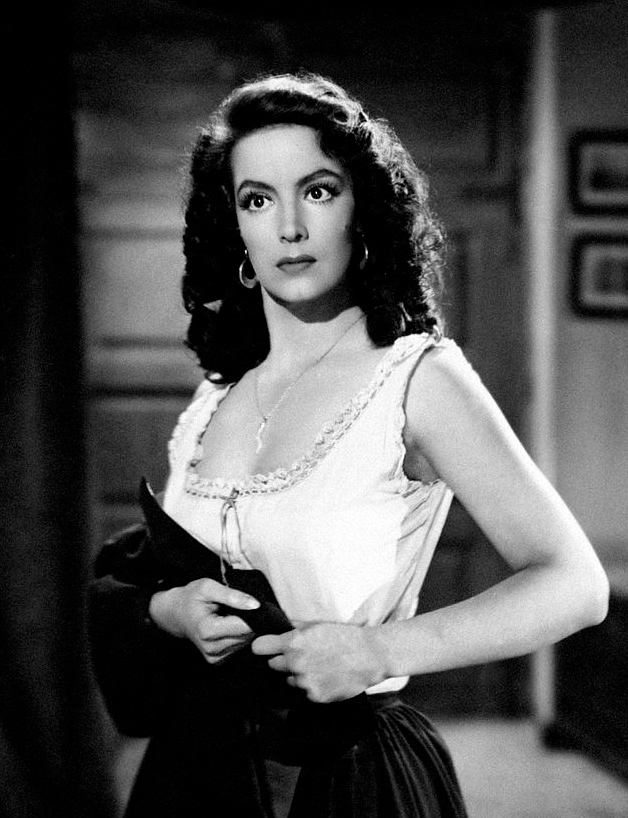
En La corona negra (1951).

Sus primeras películas extranjeras fueron realizadas en España, las cuales incluyeron; Mare nostrum (1948), Una mujer cualquiera (1950) y La noche del sábado (1950). En 1951, participó en la coproducción franco-española, La corona negra (1951). Continuó su carrera extranjera en Italia, donde realizó las películas Incantesimo tragico (1951) y Mesalina (1951).
En 1952, trabajó en Argentina e hizo la película La pasión desnuda. Ese mismo año, regresó a México para casarse el 18 de octubre con su cuarto marido, el actor y cantante Jorge Negrete, con quien trabajó en la película El rapto y más tarde filmó la película Camelia, ambas en 1954. Negrete falleció el 5 de diciembre de 1953, por lo que decidió regresar a Europa. En Francia, apareció en las películas La Bella Otero (1954), French Cancan (1954) y Les Héros sont Fatigués (1955). Su último filme europeo, fue la producción española Faustina (1957).
Volvió nuevamente a México en 1955, participando en las películas La escondida (1955), y Canasta de cuentos mexicanos (1955). Un año después, en 1956, tuvo su quinto y último matrimonio, casándose con el banquero francés Alexander Berger.

### 1957-1996: proyectos y vida posterior
Concluido el cine de oro, su filmografía prosiguió con títulos como Tizoc (1957), Café Colón (1958), Miércoles de ceniza (1958), y La estrella vacía (1958). Cerca de 1958, ella y Berger engendraron al que sería su primer hijo juntos, pero durante las filmaciones de la cinta Flor de mayo (1959), Félix sufrió un accidente que la hizo perder al bebé. En 1959, trabajó en la película La cucaracha, donde compartió créditos por primera y única vez con Dolores del Río. El mismo año, apareció en los filmes Sonatas (1959) y La fièvre monte à El Pao (1959).
En 1960, filmó las producciones; Juana Gallo (1960), La bandida (1962), y Amor y sexo (Safo '63) (1963). Además, en esa misma década se convirtió en la cuarta actriz más fotografiada del mundo, después de Marilyn Monroe, Sofía Loren y Marlene Dietrich. En 1986, volvieron a pagarle sin trabajar cuando firmó el contrato para protagonizar Eterno resplandor, una película de Jaime Humberto Hermosillo. Sin embargo, el proyecto se canceló por problemas fiscales y económicos del productor, por lo que la producción nunca se filmó. Debido a lo anterior, su última intervención actoral fue en La generala, una cinta de 1970.
El 31 de diciembre de 1974, falleció su esposo Alex Berger, a causa de cáncer de pulmón. En 1993, escribió su autobiografía con apoyo del historiador mexicano Enrique Krauze.
El 24 de mayo de 1996, Enrique Álvarez Félix, su hijo, falleció a los 62 años de edad a causa de un infarto agudo al miocardio.

## Vida personal

### Imagen pública y personalidad
María Félix tenía una admiración por las personas inteligentes y eso la llevó a relacionarse, desde los inicios de su carrera, con lo que ella llamaba la aristocracia del talento, título que ella le otorgó a este sector de personas intelectuales y talentosas que destacaron en las artes del siglo XX y en el cual ella encajó perfectamente, tanto en México como en Europa. De la misma forma en la que ella admiraba las mentes de los artistas, ellos quedaban fascinados con la de ella, por ser una mente curiosa y, además, su presencia y belleza física les resultaba seductora, razón por la que las grandes figuras del arte universal la honraron con su amistad y la tomaron como inspiración para sus obras. En su adolescencia fue pintada en Guadalajara por José Clemente Orozco quien, según María, la pintó como una «calavera maquillada».

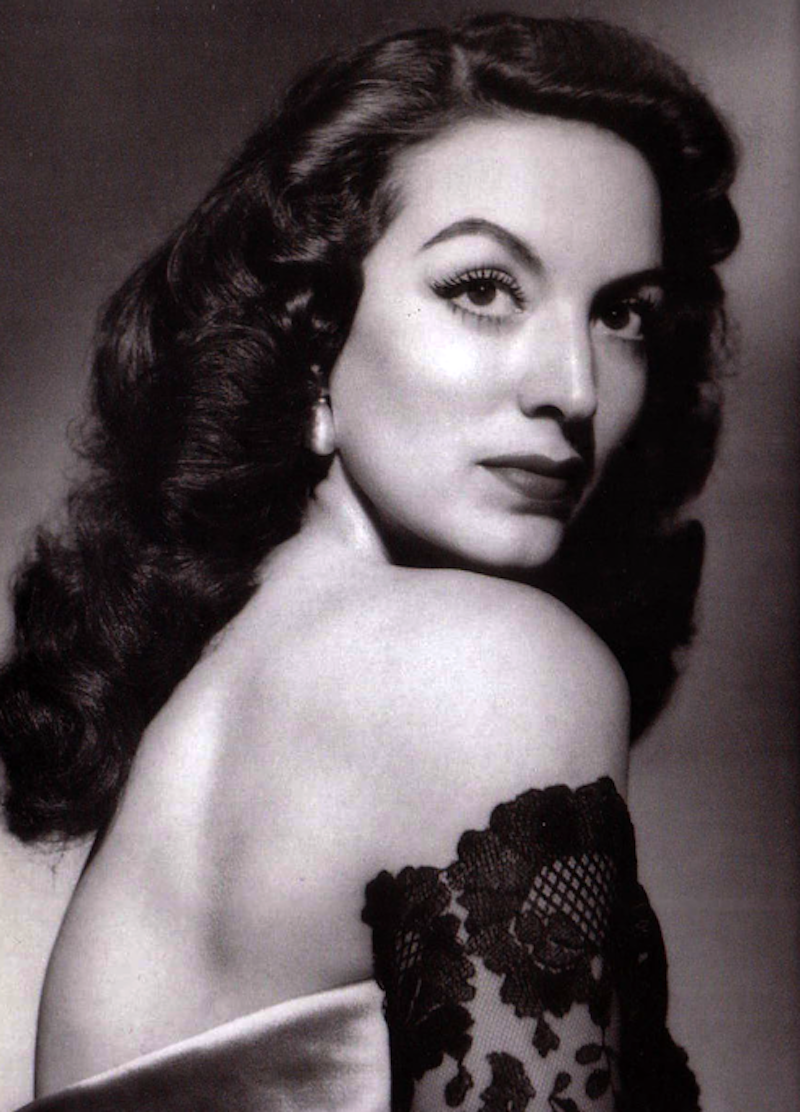
Fotografiada en la década de los cincuenta. La belleza física que poseía fue una de las razones por las que logró acaparar la atención de sus seguidores.

Desde muy joven destacó por sus atributos físicos. En Guadalajara, cuando tenía 15 años, fue coronada reina de los estudiantes por la Universidad de Guadalajara y participó en uno que otro concurso de belleza, donde siempre salía victoriosa. La imagen de María Félix se transformó en símbolo de glamur, presencia y elegancia. Tales calificativos fueron en aumento tras formar parte del ambiente europeo, donde empezó a ser vestida por modistas como Dior, Givenchy, Yves Saint Laurent y Balenciaga, entre otros. Fue llamada «la mujer más hermosa del mundo» en revistas internacionales de gran tiraje como Life, Paris Match y Esquire.
Diego Rivera la definió como:

«María Félix es un ser monstruosamente perfecto. Es un ser ejemplar que impele al resto de los seres humanos a esforzarse a ser como ella.»

La poetisa mexicana Pita Amor le dedicó unos versos en relación con su porte y andar, tras encontrársela un día en la calle:

«Ayer te vi rodeada por la tarde. Ibas como un cuchillo desafiando el aire.»

En 1973, la escritora Elena Poniatowska la entrevistó, y entonces declaró:

«Camina como las fieras, desplazando a su derredor ondas misteriosas.»

Jean Cau, quien era el secretario de redacción de Jean-Paul Sartre y con quien Félix tuvo un breve romance, escribió alguna vez:

«María Félix es un arcoíris que tiene los colores más raros y sutiles. Es única. Es una mujer y al mismo tiempo es todo.» 

Jean Cocteau, a quien conoció en la filmación de la película española La corona negra, comentó sobre ella:

«María, esa mujer tan hermosa que hace daño».

Solía mostrarse a la defensiva ante los reporteros, quienes siempre buscaban obtener notas polémicas; usando su temple. Ella se defendía, y sus declaraciones muchas veces solían ser ingeniosas y escandalosas. Demostraba seguridad ante cuestionamientos polémicos, tal y como lo hizo en una ocasión cuando un reportero en Argentina le preguntó: «¿María, es usted lesbiana?», a lo que ella respondió: «Si todos los hombres fueran como usted, desde luego que sí.»
Si bien la personalidad de María Félix nunca resultó negativa para ella (al contrario, era su sello personal), fue muchas veces criticada. Mientras que en el extranjero la veían como una mujer fuera de serie, en México había (y aún existe) un sector conservador al que nunca le agradó su forma de ser.
A pesar de ello, María solía fascinar al público en general, tanto en sus películas como en los lugares a los que se presentaba, y por ello se le consideró diva durante toda su vida, y aún después de su deceso suele ser tomada como ejemplo de dicha palabra.
Con respecto a todo lo que María representaba como mujer, el escritor Octavio Paz afirmó lo siguiente:

«María Félix nació dos veces: sus padres la engendraron y luego, ella se inventó a sí misma. Nació como un relámpago que rasga las sombras».

### Percepción hacia su hijo
Con respecto a su hijo, María llegó a comentar: «de no haber sido María Félix, me hubiera gustado ser el hijo de María Félix. Enrique es un hombre muy dotado, con un sentido común admirable. Es mi mejor amigo. Me divierto mucho en su compañía. No es un hijo de mami como muchos creen. Trabaja por su cuenta, lucha como ser independiente. Él tiene su propia carrera, su público, su cartel y asume sus responsabilidades sin apoyarse en mí.»

### Relaciones amorosas
Tras su separación de Agustín Lara, María vivió algunos sonados romances con el magnate Jorge Pasquel, el torero Luis Miguel Dominguín y el actor argentino Carlos Thompson. A este último lo conoció en Argentina durante el rodaje de La pasión desnuda (1952). La relación fue seria hasta el punto de que se comprometieron para casarse, y Félix incluso llamó a su hijo Enrique Álvarez Félix para conocer a su posible padrastro. Sin embargo, Félix canceló la boda días previos a la misma, afirmando que llegó a la conclusión de que lo único que la unía a Thompson era una mera atracción física y no un amor verdadero.

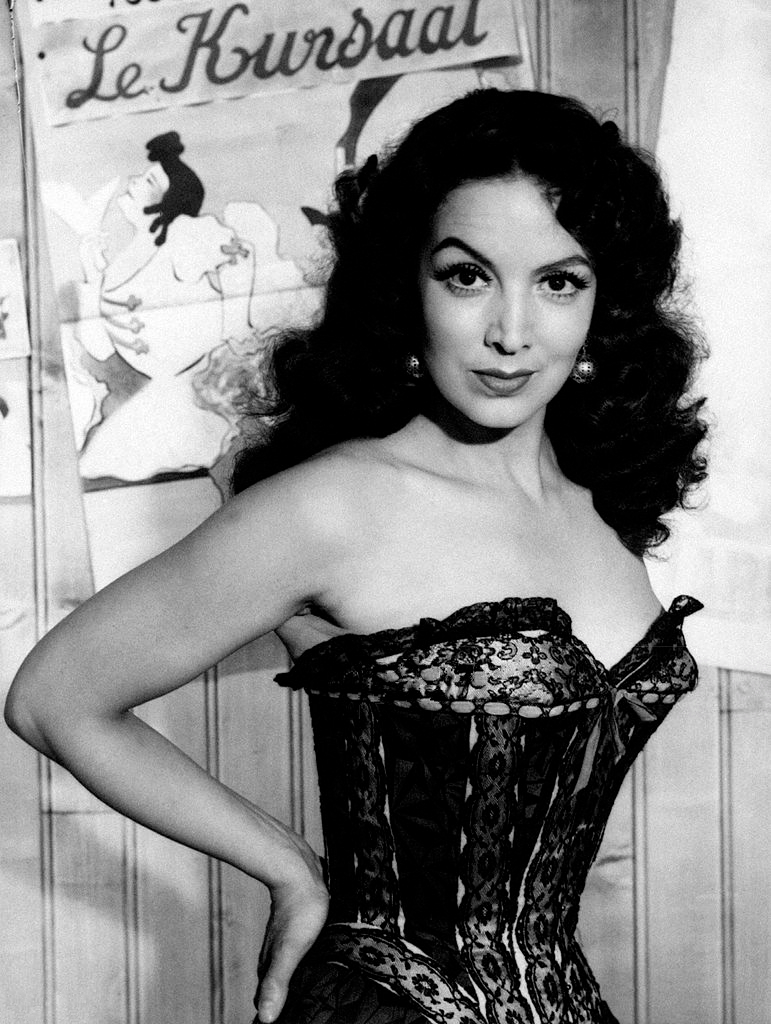
Retratada en 1954.

En su estancia en Francia, María conoció, a través de la pintora Leonor Fini, al escritor francés Jean Cau, asistente del escritor Jean-Paul Sartre. Con Cau, María también vivió un célebre romance. En Europa también vivió un romance lésbico con Suzanne Baulé, más conocida como Frede, quien en ese momento dirigía el cabaret Le Carroll's en la Rue de Ponthieu en París, y las dos mujeres vivieron juntas en el Hôtel George-V. La relación quedó plasmada en una pintura realizada por Fini de una planta con dos flores; una tenía el rostro de Félix y la otra el de Frede. Las mujeres de hecho se habían conocido ya en 1950, y Frede había seguido a Félix sus viajes de filmación a Buenos Aires y São Paulo al enterarse de la relación de Félix con Carlos Thompson. La relación de Félix y Frede fue interrumpida por el matrimonio de Félix con Jorge Negrete, pero tras la muerte de Negrete en 1953, Félix regresó a París para reavivar brevemente su relación con Frede. Sin embargo, se separaron violentamente de manera definitiva en 1954, lo que llevó a un juicio en el que Félix quería recuperar las joyas que le había obsequiado a Frede y la acusó de robo. Félix perdió su demanda y Frede fue absuelta y se quedó con las joyas. A pesar de esto, Félix retuvo en su propiedad la pintura que Fini hizo de las dos mujeres, y luego Félix le pidió a Fini que la modificara para borrar la cara de Frede, quien cambió la cara de Frede por la de Félix, resultando en que las dos flores de la pintura tuvieran su cara.
Su última pareja sentimental fue el pintor rusofrancés Antoine Tzapoff. Respecto a él, María comentó: «no sé si es el hombre que más me ha querido, pero es el que me ha querido mejor».

## Muerte
El 8 de abril de 2002, Félix falleció mientras dormía en Ciudad de México, a los 88 años de edad. Su muerte tuvo lugar aproximadamente a la una de la mañana, y su cuerpo fue descubierto cerca de las diez de la mañana. Sus restos fueron transportados de su residencia en la Colonia Polanco al Palacio de Bellas Artes, donde se le realizó un homenaje. Posteriormente, fue enterrada en su tumba familiar localizada dentro del cementerio privado, Panteón Francés de San Joaquín, ubicado en la misma ciudad.
Benjamín Félix Güereña, hermano de la actriz, solicitó una exhumación de su cadáver para determinar las causas de la muerte, por considerar que hubo irregularidades en su inhumación. Una semana después, la policía determino que Félix había muerto sin muestras de muerte violenta. Después de la exhumación, Félix Güereña retiró dicha denuncia y expresó estar conforme con las conclusiones de la averiguación.

## Legado

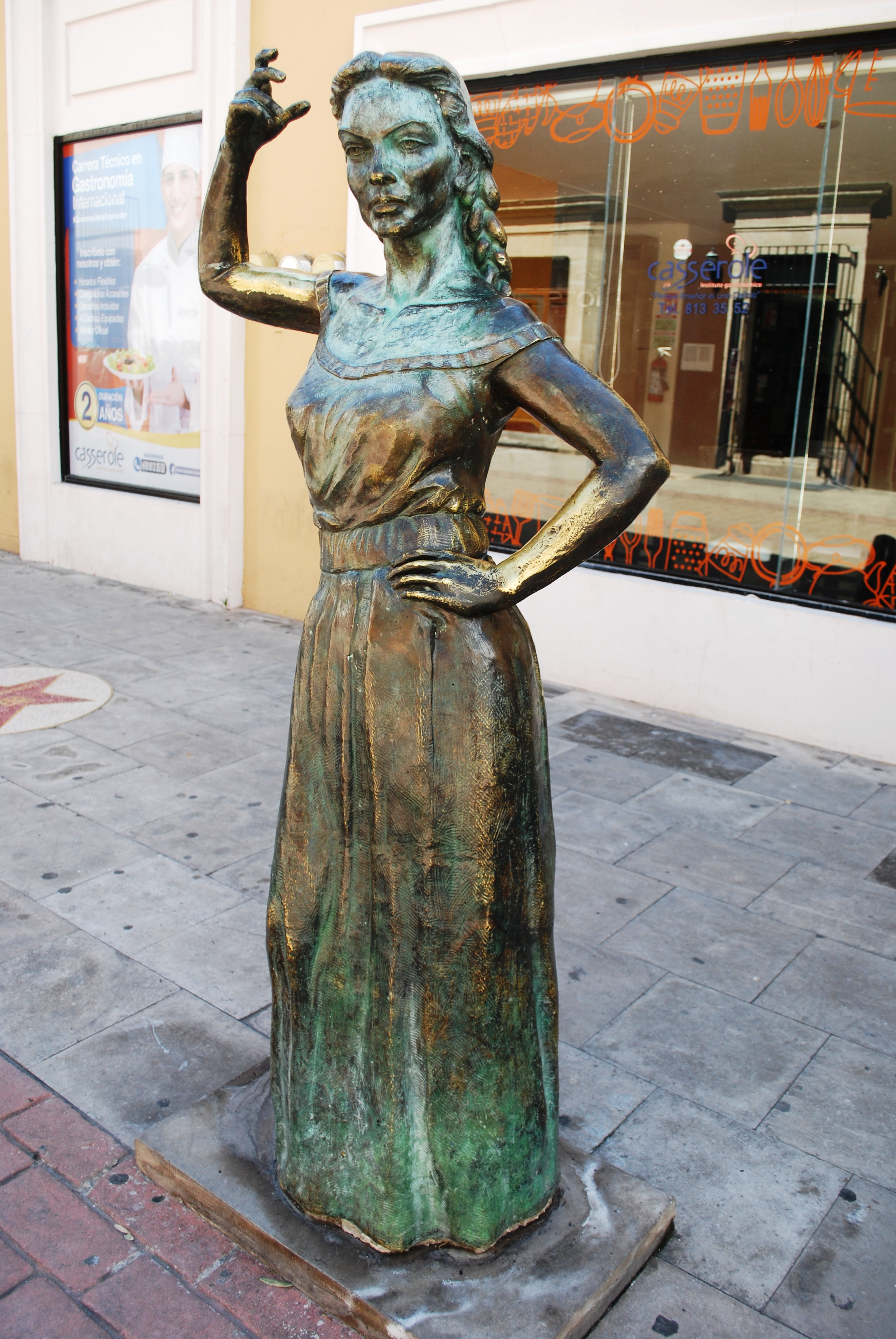
Estatua en honor a Félix, 2018. Se encuentra ubicada en el Paseo de las Estrellas, en Victoria de Durango.

Como parte de la 56 Muestra de Cine Internacional en la Cineteca Nacional y celebrando los 100 años de su nacimiento, se reestrenó la película La diosa arrodillada. La película original se encontraba fuertemente dañada, por lo que para hacer el reestreno tuvo que ser completamente remasterizada y restaurada digitalmente.
Se emitieron boletos conmemorativos con su imagen, además un tren del metro, que recorría la línea 7, llevaba el nombre de María Félix.
En 2015, se develó una estatua en honor a María Félix, en la colonia Moctezuma, Ciudad de México.  También, en Acapulco hay una calle llamada María Bonita, haciendo referencia al himno que Agustín Lara le compuso a la actriz sonorense y fue inaugurada por la propia actriz a finales de los años 80. De igual forma en Cuernavaca, Morelos, se inauguró una plaza con el mismo nombre y cuenta con una escultura del busto de María Félix.
En 2018, el director estadounidense, Martin Scorsese, presentó en el festival de Cannes la sección 'Cannes Classics' una copia restaurada de la película protagonizada por María Félix, Enamorada. La película fue restaurada a 4K por la UCLA Film, Television Archive, The Film Foundation’s World Cinema y financiada por la Material World Charitable Foundation. También este año, el 8 de abril, por su 104 aniversario, Google le rindió tributo dedicándole un Doodle de Google.
Las joyas que María Félix mandó a fabricar a la casa Cartier, fueron adquiridas por esta misma, tras la muerte de la actriz. Las suelen mostrar como sus obras maestras y han sido exhibidas alrededor de todo el mundo, junto a las de otras luminarias del cine mundial como Elizabeth Taylor, Grace Kelly y Gloria Swanson.
En París, el diseñador Franck Sorbier le rindió homenaje en la Semana de alta costura de París, a principios de 2020, donde mostró atuendos que estaban inspirados en algunos de sus looks más recordados.
En agosto de 2023, la compañía de juguetes Mattel lanzó una muñeca Barbie coleccionable de ella.

## Discografía
La voz de María y la inspiración de Agustín (RCA Víctor, 1964)
Lado uno:
1. «Por qué negar»
2. «Gotas de amor»
3. «Escarcha»
4. «Limosna»
5. «Noche de ronda»
6. «Te quiero»

Lado dos:
1. «Volverás»
2. «Una cualquiera»
3. «Arráncame la vida»
4. «Cada noche un amor»
5. «Rival»
6. «Solamente una vez»

Enamorada (Fonovisa, 1998)
1. «Ella»
2. «La cigarra»
3. «El corrido del norte»
4. «Pobre corazón»
5. «La noche de mi mal»
6. «Cada noche un amor»
7. «Mano a mano»
8. «De mi barrio»
9. «Escándalo»
10. «Silencio»
11. «Et maintenant»
12. «Je l'aime à mourir»
13. «Prends garde»